# Mohamed Zulficar
Mohamed Zulficar al-Kashif (in arabo محمد ذو الفقار الكاشف‎?; 18 settembre 1918 – ...) è stato uno schermidore egiziano, vincitore di sei medaglie di bronzo ai campionati mondiali di scherma.